# ナチュラルテイスト製法
ナチュラルテイスト製法（ナチュラルテイストせいほう）は、牛乳、乳飲料の殺菌方法の1つで、牛乳中成分の加熱による酸化変性を抑える働きがある。特許取得者は、株式会社明治（旧・明治乳業株式会社）である。

## 概要
原乳を加熱殺菌する前に、窒素をスタティックミキサーで原乳中に吹き込み、原乳中の酸素を追い出してから、原乳を加熱殺菌する技術である。原乳中に酸素が多ければ多いほど、加熱殺菌した際に“加熱臭”という不快な匂いが発生し、牛乳本来の風味を損なってしまう。これを解決したのが、ナチュラルテイスト製法である。